# Matt Bryant
Steven Matt Bryant (* 29. Mai 1975 in Orange, Texas, Vereinigte Staaten) ist ein ehemaliger American-Football-Spieler auf der Position des Kickers. Zuletzt spielte er für die Atlanta Falcons in der National Football League (NFL).

## Frühe Jahre
Bryant ging auf die High School in Bridge City, Texas. Hier spielte er American Football und Baseball. Für die High School erreichte Bryant den Rekord des längsten Field Goals der Schulgeschichte (52 Yard). Später besuchte er die Baylor University. Hier erreichte er ein 100-Prozent-Quote bei verwandelten Extrapunkten (42–42).

## NFL Europe
Nachdem er im NFL-Draft 1999 nicht berücksichtigt worden war, unterschrieb Bryant einen Vertrag bei den Iowa Barnstormers (Arena Football League), wurde jedoch noch bevor die Saison anfing wieder entlassen. Anschließend unterschrieb er einen Vertrag bei den New York Giants, welche ihn in die NFL Europe zu den Berlin Thunder weitervermittelten. Durch eine Verletzung bestritt er kein Spiel für dieses Team und der Verein löste den Vertrag auf. Die New York Giants vermittelten Bryant zu Frankfurt Galaxy weiter. Auch hier absolvierte er kein einziges Spiel.

## NFL
Im Jahr 2002 gehört Bryant das erste Mal zum 53-Mann-Kader einer NFL-Mannschaft, den New York Giants. In seiner ersten Saison bestritt er direkt alle 16 Saisonspiele. 2004 schloss er sich den Indianapolis Colts für einen Spieltag an, danach den Miami Dolphins für drei Spieltage. Zur Saison 2005 unterschrieb er einen Vertrag bei den Tampa Bay Buccaneers. Am 22. Oktober 2006 schoss Bryant für die Buccaneers ein spielentscheidendes 62-Yard-Field-Goal gegen die Philadelphia Eagles, zum damaligen Zeitpunkt das zweitlängste jemals geschossene. Im September 2009 trennten sich die Tampa Bay Buccaneers von Bryant. Daraufhin unterschrieb er bei den Florida Tuskers, in der nicht mehr existierenden United Football League, einen Vertrag, ehe er zu den Atlanta Falcons wechselte. Nach der Saison 2016 wurde er zum ersten Mal in den Pro Bowl gewählt. Außerdem erreichte er mit den Falcons den Super Bowl LI, welcher mit 28:34 gegen die New England Patriots verloren wurde. Bryant verwandelte alle vier Extrapunkte in diesem Spiel. Nach der Saison 2018 wurde er trotz guter Leistungen entlassen. Mit 1.122 Punkten verließ er die Falcons als Top-Scorer des Franchises. Da in der Preseason der Saison 2019 jedoch weder Giorgio Tavecchio noch Blair Walsh zu überzeugen wussten, statteten ihn die Falcons am 31. August 2019 mit einem neuen Einjahresvertrag aus. Am 29. Oktober wurde Bryant von den Falcons entlassen, nachdem er zwei Field Goals vergeben hatte, und durch Younghoe Koo ersetzt.

## Persönliches
Bryant ist verheiratet und hat sieben Kinder. Im Jahr 2008 starb sein erstgeborener Sohn an plötzlichem Kindstod. Das Ehepaar eröffnete daraufhin die „Matthew Tryson Bryant Foundation“ um die Aufmerksamkeit in der Bevölkerung für dieses medizinische Phänomen zu erhöhen.